# Гіперсексуальність
Гіперсексуа́льність (англ. compulsive sexual behavior, hypersexuality) — аномально збільшене сексуальне бажання або активність, або сексуальна залежність (див. англ. Sexual addiction). Хворобливе посилення статевого потягу з постійним почуттям незадоволеності. Синоніми повсякденної мови — німфоманія, сатиріазис (у чоловіків);  медичний термін — обсесивно-компульсивна сексуальна поведінка.
Всесвітня організація охорони здоров'я (ВООЗ) у липні 2018 року визнала гіперсексуальність одним із видів психічного розладу і занесла її до оновленого МКХ-11. МКХ-11 визначає примусове порушення сексуальної поведінки як «стійку схему нездатності контролювати інтенсивні, повторювані сексуальні пориви чи наслідки, що приводять до повторюваної сексуальної поведінки».
Розлад не оцінює, скільки сексуальних партнерів людина має, чи скільки у них сексу; це скоріше про те, коли сексуальна поведінка людини стає «центром життя настільки, що ігнорується здоров'я, піклування про себе чи інші інтереси, діяльність та обов'язки».
Розрізняють юнацьку, або пубертатну гіперсексуальність, що виявляється в юнацькому віці у формі фіксації психіки на сексуально-еротичних враженнях і фантазіях; та патологічну гіперсексуальність, що проявляється у: невгамовній потребі у сексуальній активності, що подекуди порушує інші повсякденні функції; знеособленому сексі, позбавленому емоційної компоненти; попри часті оргазми, статева активність загалом не надає задоволення.

## Вплив
Серед експертів немає єдиної думки щодо причин гіперсексуальності. Деякі дослідження показують, що деякі випадки можуть бути пов’язані з біохімічними або фізіологічними змінами, які супроводжують деменцію. Психологічні потреби також ускладнюють біологічне пояснення, яке визначає скроневу/лобну частку мозку як область для регулювання лібідо. Люди, які мають травму цієї частини мозку, підпадають під підвищений ризик агресивної поведінки та інших поведінкових проблем, зокрема змін особистості та соціально невідповідної сексуальної поведінки, наприклад гіперсексуальності.